# Порт Суапі
Порт Суапі (порт. Porto de Suape) — міжнародний вантажний морський порт, розташований на межі муніципалітетів Іпожука і Кабу-ді-Санту-Агостінью на півдні Агломерації Ресіфі, штат Пернамбуку, Бразилія, за 40 км на південь від міста Ресіфі. Порт обслуговує судна увесь рік без обмежень на час припливів або частину року, товарооборот у 2008 році склав 8,4 млн тонн. Це один з найважливіших портових терміналів регіону та грає важливу роль в економіці штату. Порт було закладено 1978 року на заміну порту Ресіфі, що не міг розширюватися через розташування у центрі міста. Порт Суапі був збудований разом з великим промисловим парком навколо нього. До порту підходять автодороги PE-060 і AL-101.